# 青木良仁
青木 良仁（あおき よしひと）は、日本の西洋占星術研究家:24、翻訳家。

## 経歴
大阪・名古屋のカルチャーセンター等の占星学講座などを歴任している:24。
1991年以降は魔女の家BOOKSの西洋占星術関連の書籍の執筆や翻訳などを手がけている:24。
的を得た解説で読者を魅了しているとともに、アストロロジー関係の企画で重要な役割を果たし、研究者としては日本ではおそらく最も傑出した存在だろうと評されている:4。
東洋思想や民俗などの研究も行なっている:24。

## 著訳書
- 『占星学独習キット』 第3巻、魔女の家BOOKS〈世界占星学選集〉、1995年12月1日。ISBN 978-4944110049。
- アレクサンドリア木星王、青木良仁『路地裏占い読本―有名占星家への告発状』魔女の家BOOKS、1997年11月1日。ISBN 978-4944110254。
- 『アメリカ占星学教科書』青木良仁訳、魔女の家BOOKS
  - Marion D. March『相性占星学』魔女の家BOOKS〈アメリカ占星学教科書 第2巻〉、1997年7月。ISBN 978-4944110100。
  - Marion D. March、Joan McEvers『占星学へのニュー・アプローチ』魔女の家BOOKS〈アメリカ占星学教科書 第4巻〉、1995年9月1日。ISBN 978-4944110018。
  - Marion D. March、Joan McEvers『驚異の実用占星学』魔女の家BOOKS〈アメリカ占星学教科書 第5巻〉、1996年2月1日。ISBN 978-4944110063。
  - デメトラ・ジョージ、ダグラス・ブロック『小惑星占星術』魔女の家BOOKS〈アメリカ占星学教科書 第6巻〉、1996年12月。ISBN 978-4944110179。
  - Joan McEvers『愛情占星術』魔女の家BOOKS〈アメリカ占星学教科書 第7巻〉、1998年2月1日。ISBN 978-4944110278。
  - Joan McEvers『前世の人間関係、その他』魔女の家BOOKS〈アメリカ占星学教科書第8巻〉、2000年8月1日。ISBN 978-4944110414。
- Marion D. March、Joan McEvers 著、青木良仁 訳『チャートの解読』地方・小出版流通センター〈アメリカ占星学教科書 第3巻〉、1995年5月1日。ISBN 978-4944110209。
- コーディリア・マンサル 著、青木良仁 訳『これからの占星学』魔女の家BOOKS〈英国占星学教科書 第1巻〉、1998年6月。ISBN 978-4944110285。
- ニール F.マイケルセン『21世紀占星天文暦―2001〜2050A.D.』青木良仁（解説）、魔女の家BOOKS、2007年4月1日。ISBN 978-4944110490。
- 福本明代『冥王星占星術―がんを予知!これが運命か』青木良仁（解説）、魔女の家BOOKS〈世界占星学選集 第13巻〉、2008年7月1日。ISBN 978-4944110506。
- 『ホロスコープ・リーディング』魔女の家BOOKS、2012年8月。ISBN 978-4944110650。